# Ињево
Ињево (мкд. Ињево) је насеље у Северној Македонији, у југоисточном делу државе. Ињево је насеље у оквиру општине Радовиште.

## Географија
Ињево је смештено у југоисточном делу Северне Македоније. Од најближег града, Радовишта, насеље је удаљено 4 km југозападно.
Насеље Ињево се налази у историјској области Струмица. Насеље је у западном делу Радовишког поља, које чини Стара река. Југозападно од села уздиже се планина Смрдеш. Надморска висина насеља је приближно 380 метара. 
Месна клима је блажи облик континенталне због близине Егејског мора (жарка лета).

## Становништво
Ињево је према последњем попису из 2002. године имало 1.624 становника.
Већинско становништво у насељу су етнички Македонци.
Претежна вероисповест месног становништва је православље.